# Янагивара (род)

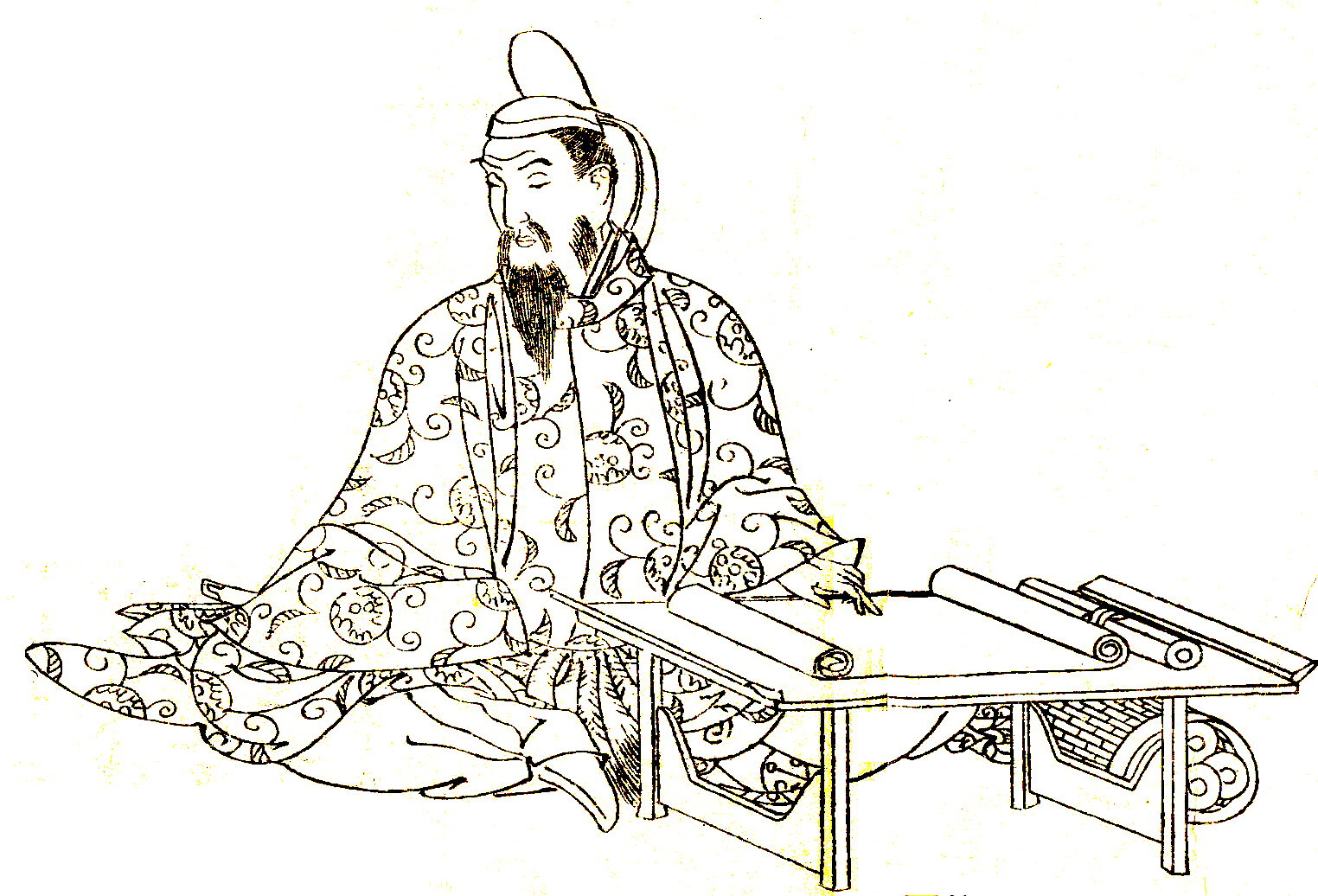
Фудзивара-но Фуюцугу, предок семьи Янагивара

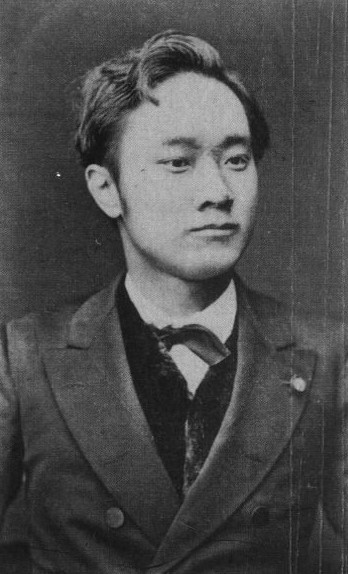
Первый граф Янагивара, Янагихара Сакимицу

Янагивара (柳原家, Янагивара-ке) — японская аристократическая семья, происходящая из дома Хоккэ клана Фудзивара. Её ранг в семье кугэ был мэйка. После Реставрации Мэйдзи семья получила графский титул.

## Происхождение
Семья Янагивара происходит от дома Хоккэ клана Фудзивара через Фудзивара-но Манацу (774—830), старшего брата Фудзивара-но Фуюцугу (775—826). Через Манацу они происходят из рода Хино. Семья была основана в конце периода Камакура Янагиварой Сукеакирой (1297—1353), четвертым сыном дайнагона Хино Тошимицу (1260—1326) . Сукеакира взял имя Янагивара от особняка Янагивара, в котором он жил.

## История
Янагивара Сукеакира был младшим братом Хино Сукэтомо, и поскольку его старший брат Хино Сукэна был любимцем императора Когона, он служил Северному двору, укрепляя свою власть. Позже он переехал жить в особняк Янагивара, взяв свою фамилию от его названия.
Потомки Сукеакиры начали писать, и это стало семейным бизнесом. Члены семьи преуспели в кидэндо (академическом изучении поэзии) и были назначены бунсе-хакасэ (учителями кидэндо). Однако наследование этой должности прекратилось в 1471 году, Янагивара Кадзумицу был последним членом семьи, назначенным бунсе-хакасэ.
После реставрации Мэйдзи семья была назначена в кадзоку (наследственный титул пэра) с титулом графа. Сестра графа Янагивары Сакимицу (1850—1894), Янагивара Наруко (1859—1943), стала наложницей императора Мэйдзи в 1873 году, а впоследствии матерью императора Тайсе. Дочь Сакимицу, Бьякурен Янагивара (1885—1967), была поэтессой и романисткой, которая получила известность в 1921 году после инцидента в Бякурене.
В семье есть такие ветви, как Мушанокодзи и Мачидзири.

## Главы кланов
- Янагивара Сукеакира (1297—1353)
- Янагивара Тадамицу (1334—1379)
- Янагивара Сукэхира (1363—1404)
- Янагивара Юкимицу (1393—1443)
- Янагивара Сукетсуна (1417—1500)
- Янагивара Кадзумицу (1448—1510)
- Янагивара Сукесада (1495—1578)
- Янагивара Ацумицу (1541—1597) (сын Мати Сукэмасы)
- Янагивара Сукеацу (1580—1596)
- Янагивара Сукетоши (1584—1602)
- Янагивара Сигэмицу (1595—1654)
- Янагивара Сукэюки (1621—1679)
- Янагивара Сукэкадо (1644—1712)
- Янагивара Хидэмицу (1664—1683)
- Янагивара Сукэмото (1685—1705)
- Янагивара Сукетака (1692—1716)
- Янагивара Мицуцуна (1711—1760) (сын Рейдзея Тамэцуны)
- Янагивара Мотомицу (1746—1800)
- Янагивара Тадамицу (1772—1812)
- Янагивара Такамицу (1793—1851)
- Янагивара Мицунару (1818—1885)
- Янагивара Сакимицу (1850—1894)
- Янагивара Есимицу (1874—1946)
- Янагивара Хиромицу (1889—1966) (сын Охара Сигэтомо)
- Янагивара Укемицу (1916—2011)
- Янагивара Йоримицу (1940—2007)
- Янагивара Юдзиро (1967-)